# Aorta
Aorta (srdečnice) je největší a nejdelší tepna v těle savců (včetně člověka). Rozvádí krev z levé srdeční komory v rámci tzv. velkého tělního oběhu do celého těla pomocí systému větvících se tepen. Aorta se dělí na anatomicky vzestupnou aorta ascendans, aortální oblouk arcus aortae a sestupnou aorta descendens,(která se ještě dále dělí na hrudní a břišní).

## Evoluce
Aorta je ve skutečnosti poměrně vágní označení, které se v řadě případů používá i v anatomii bezobratlých. U bezlebečných, což jsou blízcí příbuzní obratlovců, se používají termíny „hřbetní aorta“ a „břišní aorta“, přičemž krev je z břišní aorty pumpována do jednotlivých žaberních tepen, odkud se po okysličení sbíhá do aorty hřbetní a pokračuje do celého těla. U ryb je změna: krev se do břišní aorty dostává ze srdce. Následně však opět vstupuje do žaberních tepen, po okysličení se vlévá do hřbetní aorty a z ní putuje do celého těla.
U obojživelných a suchozemských skupin obratlovců dochází k postupnému snižování počtu arteriálních oblouků (vlastně bývalých žaberních tepen), což vede ke zkracování aorty. Břišní aorta, která dříve především vedla odkysličenou krev do žaber, je redukovaná a mění se na tzv. vzestupnou část aorty (aorta ascendens), zatímco původní „hřbetní aorta“ se označuje jako aorta sestupná (aorta descendens). Celou aortou u suchozemských živočichů vede vesměs krev okysličená. Proto se z ní již poměrně brzy mohou odštěpovat nové tepny, které vedou krev do hlavy (karotidy). Další redukce proběhla u ptáků a savců (nezávisle). Zatímco vývojově nižší čtvernožci mají zachovány dvě větve čtvrtého aortálního oblouku vedoucího krev buď do levé, nebo do pravé poloviny těla odděleně, u ptáků se zachovává pouze pravá větev tohoto oblouku a u savců pouze ta levá.

## Popis lidské aorty

Schéma lidské aorty s hlavními odstupujícími tepnami; na obrázku není zachycen zbytek sestupné části aorty

Aorta začíná aortální chlopní. Od ní vystupuje z levé komory srdeční kraniálně (tzn. směrem k lebce, „nahoru“) a zahýbá doleva (vytváří levý oblouk aorty typický pro savce). Ze vzestupné části aorty (aorta ascendens) vycházejí drobné cévy zásobující krví srdce – věnčité tepny. Vzestupná aorta přechází v aortální oblouk (arcus aortae). Z něj vybíhají důležité větve pro krevní zásobení hlavy a krku a horních končetin – truncus brachiocephalicus (který se dále větví na pravou tepnu podklíčkovou a na pravou krkavici), dále levá tepna podklíčková a levá krkavice. Sestupná část aorty prochází hrudní a břišní dutinou a je proto dělená na dvě části – část hrudní (pars thoracica) a část břišní (pars abdominalis). Z pars thoracica vycházejí drobné větve pro zásobení dýchací trubice, jícnu, perikardu a mediastina a dále mezižeberní tepny. Z pars abdominalis vystupují důležité větve pro cévní zásobení břišních orgánů a také větve pro zásobení dolních končetin.
Přehled základních větví lidské aorty:
- Vzestupná část aorty (pars ascendens aortae)
  - Pravá koronární tepna (a. coronaria dextra)
  - Levá koronární tepna (a. coronaria sinistra)
- Oblouk aorty (arcus aortae)
  - Levá společná karotida (a. carotis communis sinistra)
  - Levá tepna podklíčková (a. subclavia sinistra)
  - Hlavopažní kmen (truncus brachiocephalicus)
    - Pravá společná karotida (carotis communis dextra)
    - Pravá tepna podklíčková (a. subclavia dextra)
- Sestupná část aorty (pars descendens aortae)
  - Hrudní aorta (pars thoracica aortae, též aorta thoracica)
  - Hiatus aorticus – předěl mezi hrudní a břišní aortou
  - Břišní aorta (pars abdominalis aortae, též aorta abdominalis)